# Lijst van martellotorens op Menorca
Deze lijst van martellotorens op Menorca bevat alle veertien martellotorens op het Baleareneiland Menorca. Ze zijn tussen 1787 en 1805 gebouwd.
| Afbeelding               | Naam                                     | Gemeente        | Coördinaten           | Bouwjaar              | BIC-Nummer     | Locatie                                                                             |
| ------------------------ | ---------------------------------------- | --------------- | --------------------- | --------------------- | -------------- | ----------------------------------------------------------------------------------- |
| Torre Alcalfar           | Torre d'Alcalfar (Torre de Alcaufar)     | Sant Lluís      | 39° 50′ NB, 4° 18′ OL | 1787                  | R-I-51-0008583 | Lijst van martellotorens op Menorca (Menorca) · Lijst van martellotorens op Menorca |
| Torre de Son Ganxo       | Torre de Son Ganxo (Torre Punta Prima)   | Sant Lluís      | 39° 49′ NB, 4° 17′ OL | 1787                  | R-I-51-0008584 | Lijst van martellotorens op Menorca (Menorca) · Lijst van martellotorens op Menorca |
| Torre de la Mola         | Torre de la Mola (Torre de Cala Teulera) | Maó             | 39° 53′ NB, 4° 18′ OL | 1799                  | R-I-51-0008569 | Lijst van martellotorens op Menorca (Menorca) · Lijst van martellotorens op Menorca |
| Torre de Cala Mesquida   | Torre de Cala Mesquida                   | Maó             | 39° 55′ NB, 4° 17′ OL | 1799                  | R-I-51-0008565 | Lijst van martellotorens op Menorca (Menorca) · Lijst van martellotorens op Menorca |
| Torre de la Princesa     | Torre de la Princesa (Torre Es Freus)    | Maó             | 39° 53′ NB, 4° 19′ OL | 1799                  | R-I-51-0008567 | Lijst van martellotorens op Menorca (Menorca) · Lijst van martellotorens op Menorca |
| Torre de Felipet         | Torre de Felipet                         | Maó             | 39° 52′ NB, 4° 18′ OL | 1799                  | R-I-51-0008566 | Lijst van martellotorens op Menorca (Menorca) · Lijst van martellotorens op Menorca |
| Torre d’en Penjat        | Torre d'en Penjat (Torre Stuart)         | Es Castell      | 39° 52′ NB, 4° 18′ OL | 1799                  | R-I-51-0008594 | Lijst van martellotorens op Menorca (Menorca) · Lijst van martellotorens op Menorca |
| Torre des Castellar      | Torre des Castellar (Torre Santandria)   | Ciutadella      | 39° 59′ NB, 3° 50′ OL | 1799                  | R-I-51-0008548 | Lijst van martellotorens op Menorca (Menorca) · Lijst van martellotorens op Menorca |
| Torre de Fornells        | Torre de Fornells                        | Es Mercadal     | 40° 4′ NB, 4° 8′ OL   | 1801                  | R-I-51-0008577 | Lijst van martellotorens op Menorca (Menorca) · Lijst van martellotorens op Menorca |
| Torre d’Addaia           | Torre d'Addaia                           | Es Mercadal     | 40° 1′ NB, 4° 12′ OL  | 1801                  | R-I-51-0008570 | Lijst van martellotorens op Menorca (Menorca) · Lijst van martellotorens op Menorca |
| Torre de Sanitja         | Torre de Sanitja                         | Es Mercadal     | 40° 4′ NB, 4° 5′ OL   | 1801                  | R-I-51-0008578 | Lijst van martellotorens op Menorca (Menorca) · Lijst van martellotorens op Menorca |
| Torre de ses Sargantanes | Torre de ses Sargantanes                 | Es Mercadal     | 40° 3′ NB, 4° 8′ OL   | 1802                  | R-I-51-0008574 | Lijst van martellotorens op Menorca (Menorca) · Lijst van martellotorens op Menorca |
| Torre de Rambla          | Torre de Rambla (Torre de Sa Torreta)    | Maó             | 39° 58′ NB, 4° 16′ OL | 1802                  | R-I-51-0008568 | Lijst van martellotorens op Menorca (Menorca) · Lijst van martellotorens op Menorca |
|                          | Torre de Son Bou                         | Es Migjorn Gran | 39° 54′ NB, 4° 3′ OL  | 1805 (1808 ingestort) |                | Lijst van martellotorens op Menorca (Menorca) · Lijst van martellotorens op Menorca |